# Đất Đỏ
Đất Đỏ là xã thuộc Thành phố Hồ Chí Minh, Việt Nam.

## Địa lý
Thị trấn Đất Đỏ nằm ở trung tâm huyện Long Đất, cách thành phố Bà Rịa khoảng 12 km về phía đông và có vị trí địa lý:
- Phía đông giáp xã Phước Long Thọ
- Phía tây giáp xã Tam An
- Phía nam giáp xã Phước Hội và thị trấn Phước Hải
- Phía bắc giáp xã Long Tân.

Thị trấn Đất Đỏ có diện tích 22,14 km², dân số năm 2017 là 20.787 người, mật độ dân số đạt 939 người/km².

## Hành chính
Thị trấn Đất Đỏ được chia thành 10 khu phố: Hiệp Hòa, Hòa Hội, Phước Sơn, Phước Thới, Phước Trung, Thanh Bình, Thanh Long, Thanh Tân, Tường Thành.

## Lịch sử
Ngày 11 tháng 12 năm 2006, Chính phủ ban hành Nghị định số 149/2006/NĐ-CP về việc thành lập thị trấn Đất Đỏ – thị trấn huyện lỵ của huyện Đất Đỏ trên cơ sở toàn bộ 1.173,39 ha diện tích tự nhiên và 7.212 người của xã Phước Thạnh; 1.041,05 ha diện tích tự nhiên và 12.550 người của xã Phước Long Thọ.
Sau khi thành lập, thị trấn Đất Đỏ có 2.214,44 ha diện tích tự nhiên và 19.763 người.
Ngày 24 tháng 10 năm 2024, Ủy ban Thường vụ Quốc hội ban hành Nghị quyết số 1256/NQ-UBTVQH15 về việc sắp xếp đơn vị hành chính cấp huyện, cấp xã của tỉnh Bà Rịa – Vũng Tàu giai đoạn 2023 – 2025 (nghị quyết có hiệu lực từ ngày 1 tháng 1 năm 2025). Theo đó, thành lập huyện Long Đất trên cơ sở huyện Long Điền và huyện Đất Đỏ. Khi đó, thị trấn Đất Đỏ trở thành huyện lỵ của huyện Long Đất.